# Fano Messan
Pour les articles homonymes, voir Messan.
Vous pouvez aider à l'améliorer ou bien discuter des problèmes sur sa page de discussion.
- Son ton est trop élogieux, voire hagiographique. Le texte doit adopter un ton neutre et encyclopédique (aide). (Marqué depuis juillet 2025)

Fano Messan, née le 18 février 1902 à Tarbes des les Hautes-Pyrénées en France et morte le 11 février 1998  à Juvignac dans l'Hérault, est une sculptrice, modèle et actrice.
Elle est connue pour sa participation à la scène culturelle parisienne du quartier de Montparnasse dans les années 1920 en réalisant des sculptures de personnages, d'animaux ou des bas-reliefs décoratifs pour plusieurs bâtiments. Elle est également célèbre pour son androgynie.

## Biographie

### Jeunesse et formation
Fano Messan naît à Tarbes, dans les Hautes-Pyrénées, en France, le 18 février 1902,.

### Carrière

#### Sculptrice

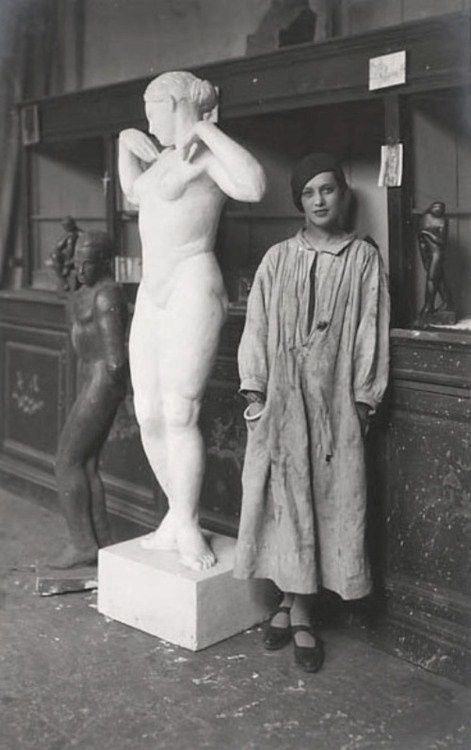
Fano Messan dans son atelier, Paris, 1921.

Les femmes n'étant pas les bienvenues dans les ateliers de sculpture, elle fait son apprentissage en se faisant passer pour un homme, notamment dans l'atelier de Jean et Joël Martel.
Habillée en homme, les cheveux très courts et d'une beauté saisissante, Fano perfectionne son art de la sculpture tout en marquant les œuvres des plus grands artistes du quartier de Montparnasse, elle collabore entre autres avec des artistes tels que Luís Buñuel, Salvador Dalí, Man Ray ou Kees Van Dongen.
Le célèbre critique d'art Louis Vauxcelles, dans sa préface à la première exposition de Messan, la décrit : « L'aspect d'une enfant effarouchée, la silhouette d'un androgyne florentin, une timidité insurmontable... Mais en ce regard clair, bleu acier, quelle flamme d'intelligence volontaire ! ».
En 1924, elle est invitée à exposer ses sculptures à Chicago, aux États-Unis. Le journaliste du Chicago Tribune, Lorimer Hammond, écrit même un article intitulé « Le Quartier Latin s'amuse à déterminer le sexe de Fano Messan », dans lequel il annonce l'exposition de la sculptrice à la Bellamy Gallery. L'année suivante, elle expose ses œuvres au Salon d'Automne, qui se tient au Grand Palais. L'une des images les plus célèbres de Messan est prise lors de cette exposition : Fano, en costume-cravate, pose à côté de l'une de ses sculptures de la série Androgyne. Dans le journal indépendant Le Réveil du Nord, elle est présentée comme « la plus jeune sculptrice du monde ».
Les œuvres de Messan sont empreintes de sensibilité sans artifice, avec des lignes simples et harmonieuses. Elle travaille également le bois, la pierre, l'ivoire ou le verre pour donner vie à ses sujets de prédilection. Messan n’hésite pas à s’attaquer à de grandes sculptures décoratives en bas-relief comme pour les décors du casino Grand-Cercle d'Aix-les-Bains et la frise La danse qui ornait le mur du Bal Tabarin. Elle réalise des nus comme la série Androgyne présentée au Salon de 1925, des animaux ou des personnages comme ceux de Valéry Larbaud ou de Kees van Dongen.
En avril 1934, Marcel Zahar, éminent critique d’art, termine un article de cinq pages consacré à l’artiste et publié dans Art et Industrie par : « Fano Messan compte parmi les jeunes sculpteurs qui méritent une importante consécration ».

Le 24 avril 2023, la sculpture Couple des années 1930, est vendue aux enchères pour 19 840 €. 

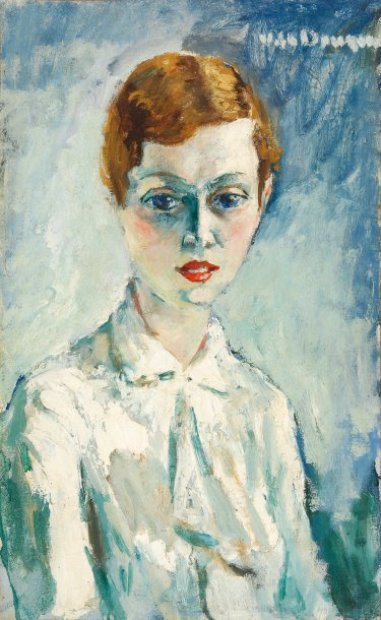
La garçonne, Fano Messan par Kees van Dongen, 1929.

#### Modèle
Van Dongen fait son portrait La garçonne, Fano Messan (1929). Ce portrait (qui est resté dans la famille de Messan au moins jusqu'en 2008) montre une Messan fragile et déterminée, le regard profond et lointain, la bouche rouge vif légèrement entrouverte défiant le temps. Les couleurs orange, vert et rouge, si fréquentes dans l'œuvre de van Dongen, n'empêchent pas les yeux de Messan de dominer la composition du tableau tout en contrastant avec le blanc du chemisier.
Les portraits photographiques de Messan réalisés par Man Ray, comme celui réalisé en 1928 et acquis par le Centre Pompidou en 1994, partagent cette caractéristique du modèle,.

#### Actrice

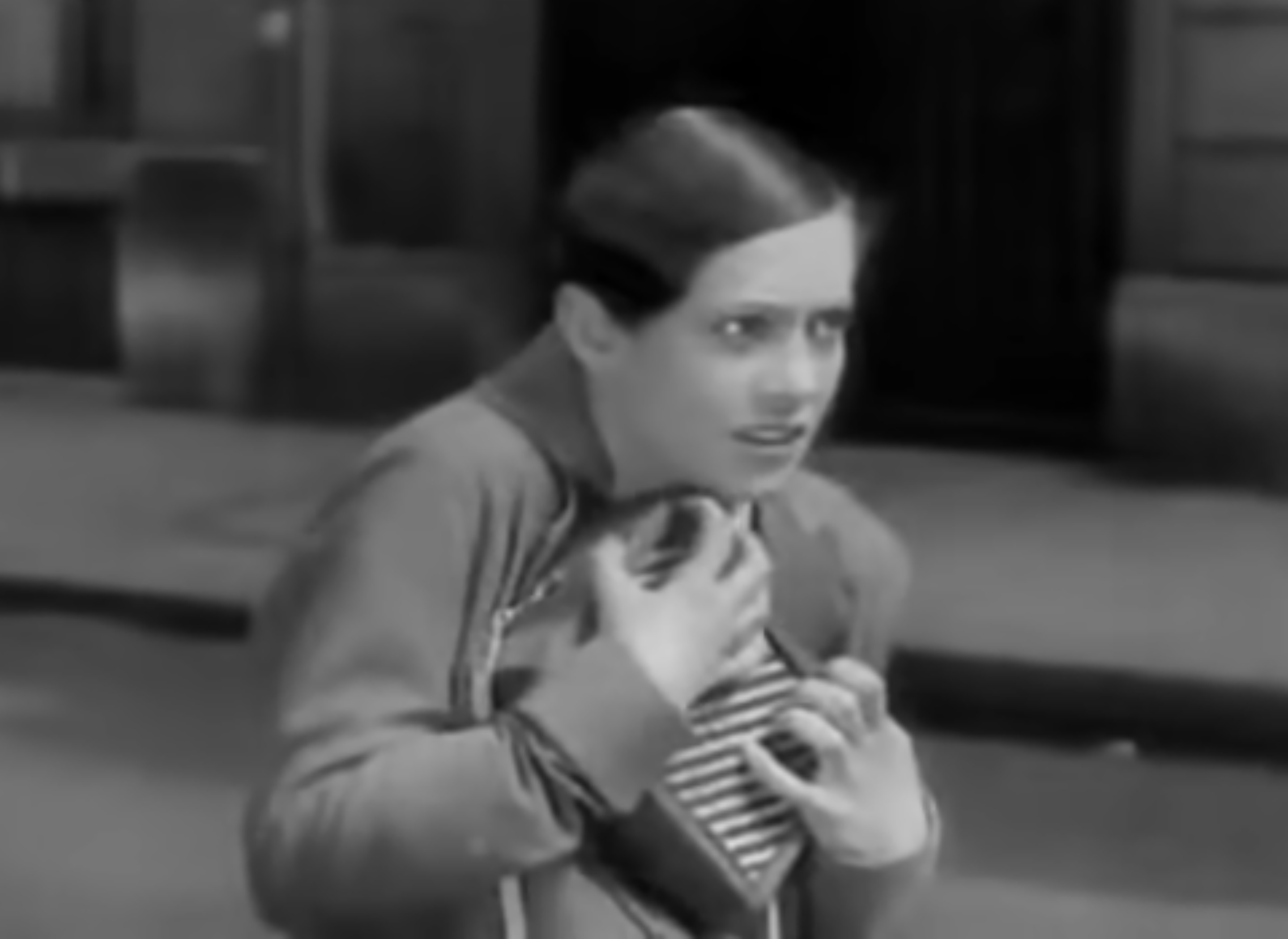
Fano Messan dans Un Chien Andalou, 1929.

Luis Buñuel la choisit pour jouer « la fille androgyne » dans le court métrage Un chien andalou (1929). Le film de Buñuel est écrit avec son ami de l'époque, Salvador Dalí, et présente une série de scènes vaguement liées. Messan joue le rôle d'une jeune femme androgyne, aux cheveux coupés au carré et vêtue d'une tenue plutôt masculine. Elle touche une main humaine coupée avec sa canne alors qu'elle est entourée d'une grande foule retenue par des policiers. La foule se dissipe lorsque le policier place la main dans une boîte rayée et la donne à la jeune femme. La jeune femme androgyne contemple quelque chose de joyeux en se tenant debout au milieu de la rue maintenant animée, en serrant la boîte. Elle est ensuite renversée par une voiture et quelques badauds se rassemblent autour d'elle. Un jeune homme semble prendre un plaisir sadique au danger et à la mort de la jeune femme androgyne, et tout en faisant des gestes vers la jeune femme choquée qui se trouve dans la pièce avec lui, il la lorgne et lui tripote les seins.
La première projection d'Un Chien Andalou a lieu au Studio des Ursulines, devant un public du tout-Paris. Pablo Picasso, Le Corbusier, Jean Cocteau, Christian Bérard et Georges Auric, ainsi que l'ensemble du groupe surréaliste d'André Breton, assistent à cette première. L'accueil positif du film par le public étonne Buñuel, qui est soulagé qu'il n'y ait pas eu de violence.

### Mort
Fano Messan meurt le 11 février 1998 à l'âge de 95 ans à Juvignac, dans l'Hérault, en France.

## Filmographie
- 1928 : L'Argent de Marcel L'Herbier : l'opératrice téléphonique
- 1929 : Un chien andalou de Luis Buñuel : la fille androgyne